# Vae Victis Deutschland
Vae Victis Deutschland, beziehungsweise Vae Victis, war eine deutsche Rechtsrock-Band aus Köthen (Anhalt).

## Bandgeschichte
Vae Victis wurden 2000 in Köthen gegründet. Der Bandname nimmt Bezug auf den lateinischen Ausdruck Vae victis (lat. für „Wehe den Besiegten“) und ist laut der Band auf das deutsche Volk zu beziehen, welches nach Ansicht der Gruppe „in den letzten Jahrhunderten so schmerzvoll und bitter bezahlen“ musste wie kein anderes Volk. Der Zusatz Deutschland wurde beigefügt, um sich von einer gleichnamigen RAC-Band aus Frankreich abzusetzen. Es existiert außerdem eine Black-Metal-Gruppe aus Mecklenburg-Vorpommern sowie mehrere Demobands gleichen Namens.
Das erste Album Im Zeichen der Neuen Dämmerung (2003) enthielt mit dem Lied Adolf eine Lobpreisung an Adolf Hitler und rief im Lied Rassenkrieg zum Rassenhass auf. Da beide Lieder in Deutschland strafrechtlich relevant nach § 130 StGB („Volksverhetzung“) sind, wurde das Album über Imperium Records (USA) verlegt. Es enthielt eine Warnung auf der Rückseite:

„Diese CD wurde in den USA für den ausschließlich dortigen Vertrieb hergestellt! Der Besitz beziehungsweise der Vertrieb dieser CD außerhalb der USA kann eventuell strafbar sein!“

Trotz des Vermerks gelangte es dennoch über diverse Vertriebe nach Deutschland und das Album wurde am 30. April 2004 indiziert.
Das zweite Album Wir wollen frei sein erschien 2005 über das Rechtsrock-Label Barbarossa Records. Für den deutschen Markt musste die Gruppe ihre Texte umschreiben und gibt sich nun weniger offensichtlich der nationalsozialistischen Ideologie hin.
Am 4. August 2007 trat Vae Victis auf dem Sommerfest der NPD in Sangerhausen vor etwa 300 Leuten auf. Ebenso spielte die Gruppe auf dem Thüringentag der nationalen Jugend 2007 in Eisenach, der ebenfalls von der NPD organisiert wurde.
Zurzeit pausiert die Gruppe auf Grund einer Auszeit von Gitarrist Sebastian Dankowski († 2018).

## Ideologie
Die Gruppe integriert ideologisch nationalsozialistische Gedankengänge (insbesondere auf dem ersten Album) und den Volksbegriff der Neuen Rechten. Die beiden einzigen bekannten Mitglieder der Gruppe Andreas Reiche und Sebastian Dankowski engagieren sich im NPD-Kreisverband Anhalt. Reiche wurde 2001 zum Vorsitzenden gewählt, Dankowski war zu dieser Zeit der Beisitzer und Webmaster der Website des Kreisverbands. Dankowski war langjähriger Führungskader der Freien Kameradschaft Köthen. Auch heute, nach dem Ende der meisten NPD-Aktivitäten ihrer Mitglieder, sind beide wieder in der Kameradschaft Freie Nationalisten Köthen und bei der Anti-Antifa-Organisation Aktionsbüro Mitte engagiert. Beide organisierten zahlreiche neonazistische Demonstrationen.

## Diskografie
- Im Zeichen der Neuen Dämmerung (2003, indiziert[4])
- Wir wollen frei sein (2005)